# MC Hammer
MC Hammer (właśc. Stanley Kirk Burrell; ur. 30 marca 1962 w Oakland, w stanie Kalifornia) – amerykański raper, który zdobył sławę w latach 80. i na początku lat 90. m.in. za sprawą przeboju U Can’t Touch This z 1990; w początkowych latach kariery posługiwał się przydomkiem Little Hammer, a wybierając swój pseudonim, inspirował się mianem, jakie nosił wybitny pałkarz drużyny Oakland Athletics Henry „Hammerin' Hank” Aaron.

## Życiorys

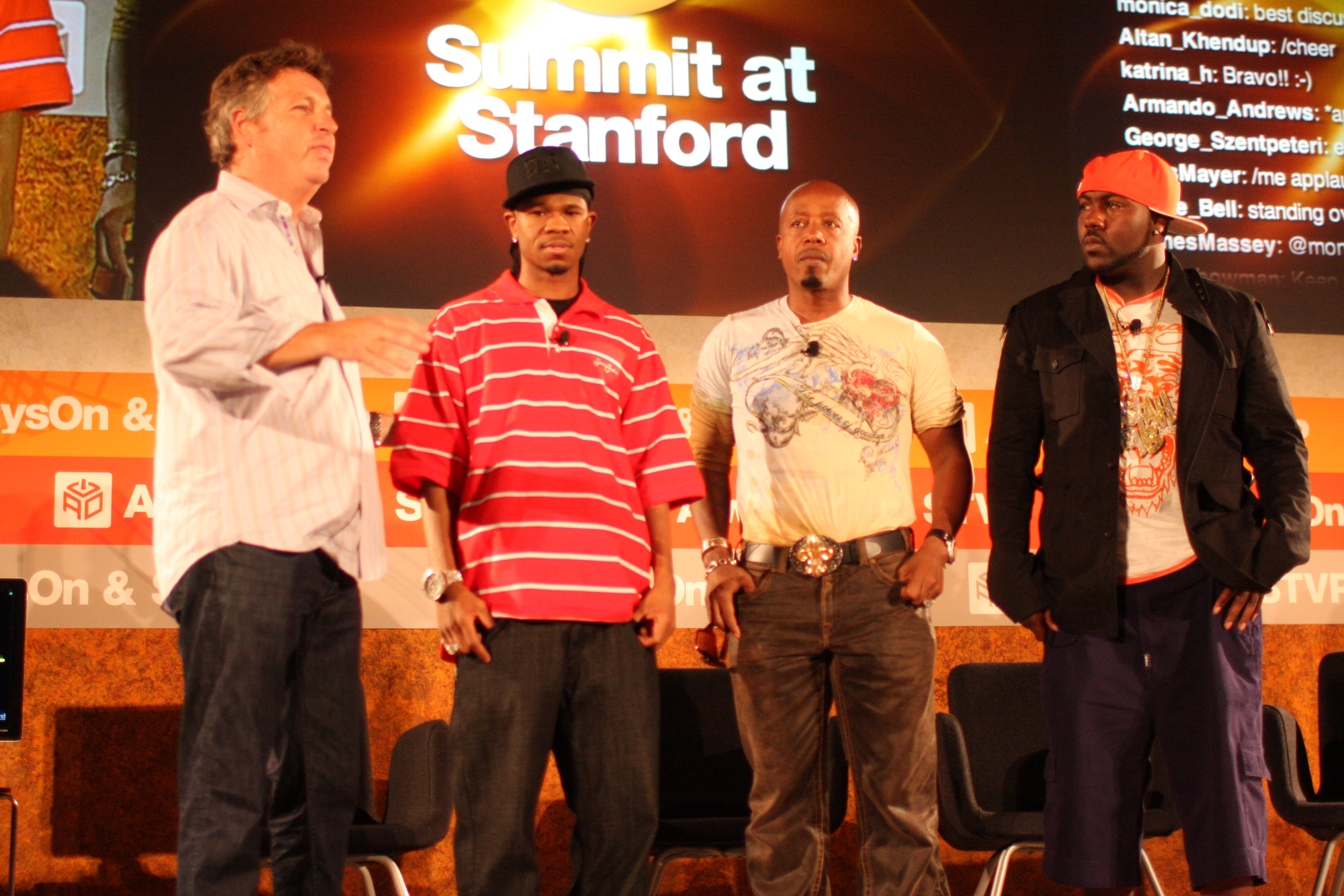
Od lewej: Tony Perkins, Chamillionaire, MC Hammer i Mistah F.A.B w 2008 roku

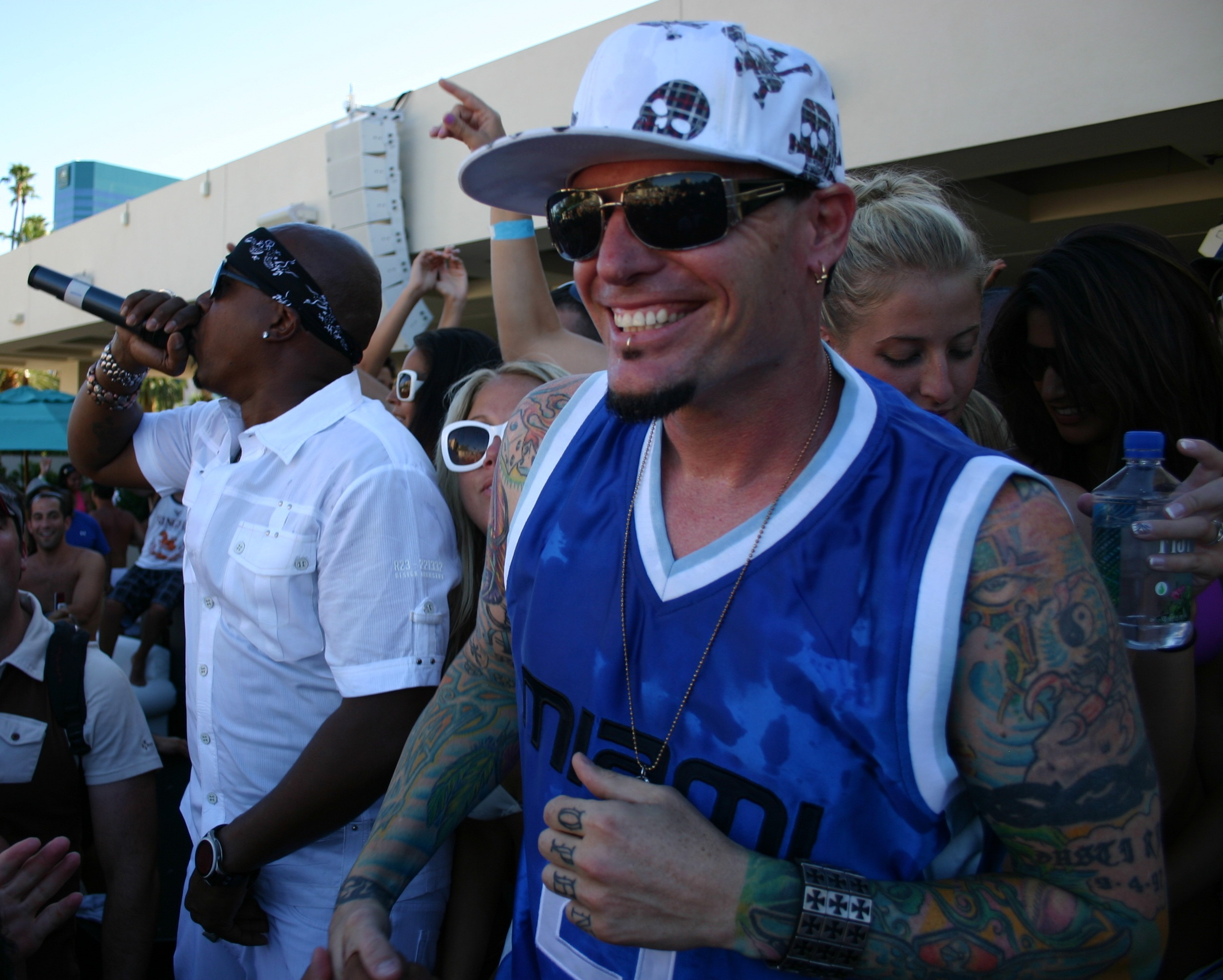
MC Hammer i Vanilla Ice w 2009.

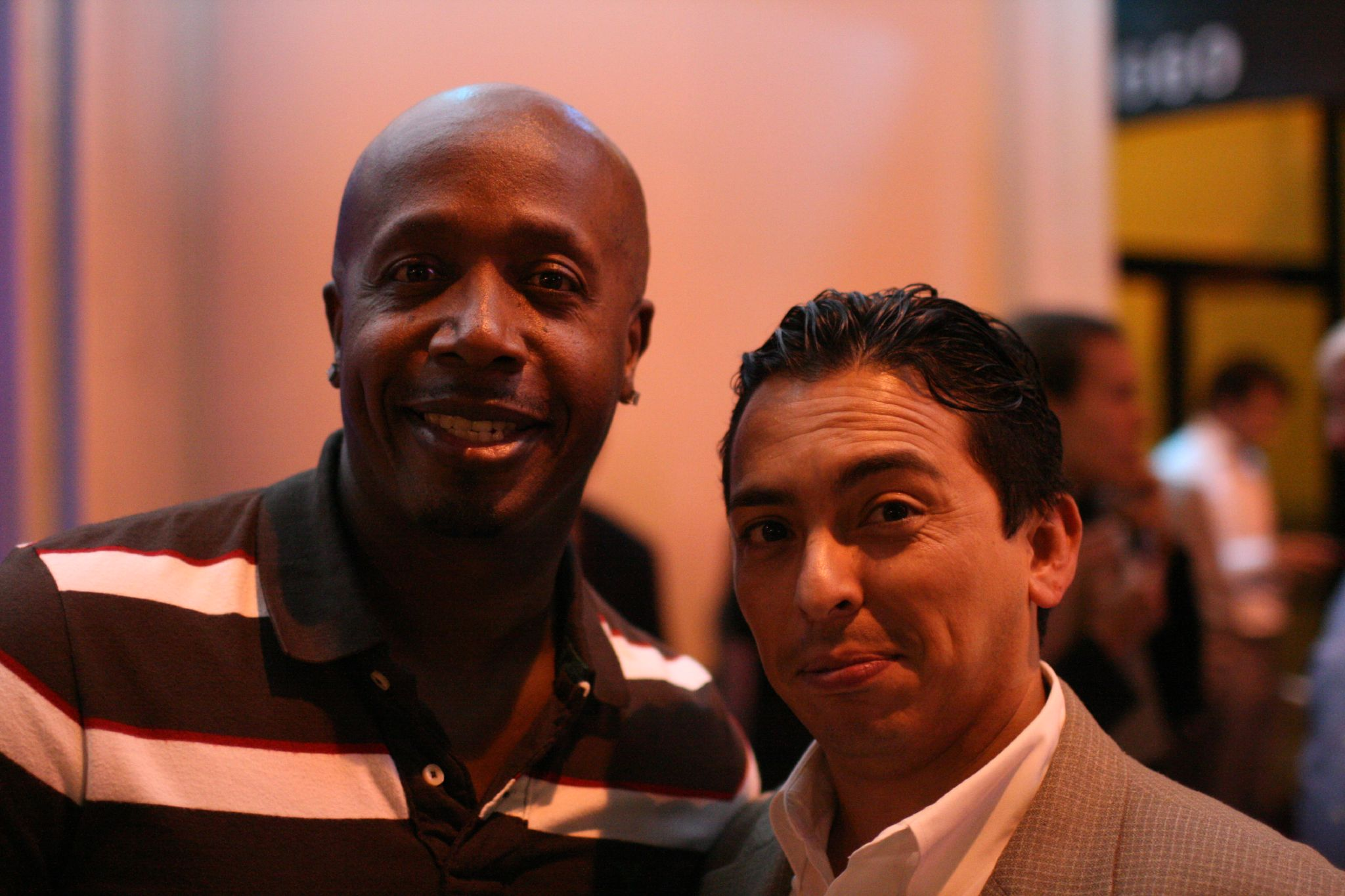
MC Hammer i Brian Solis.

Stanley Kirk Burrell usiłował zostać zawodowym baseballistą oraz ukończyć kurs łączności w college’u, ale gdy z tych planów nic nie wyszło, zgłosił się na ochotnika do trzyletniej służby w Marynarce Wojennej w USA. Pieniądze, które pożyczył od Mike’a Davisa i Dwayne’a Murphy’ego (słynnych graczy drużyny Athletics), zainwestował we własną wytwórnię Bustin’ Records. Jako solista zadebiutował singlem Ring Em. Przedtem występował w grupie The Holy Ghost Boys, która wykonywała hymny religijne zaadaptowane do konwencji rap. W 1987 wydał debiutancki album Feel My Power, przy którym pomagali mu Tabatha King, Djuana Johnican i Phyllis Charles. Materiałem tym zwrócił uwagę wytwórni Capital Records. W 1988 MC Hammer podpisał z nią kontrakt i otrzymał zaliczkę w wysokości 750 tysięcy dolarów, co wśród artystów rapowych stanowiło precedens. Jeszcze w tym samym roku ukazał się album Let's Get It Started, który zawierał zarówno utwory z poprzedniej płyty, jak i nowe. Longplay ten odniósł sukces, który został przyćmiony powodzeniem następnego dużego albumu, tym razem trzeciego. Nosił nazwę Please Hammer, Don't Hurt 'Em i został on sprzedany w nakładzie 5 milionów egzemplarzy. Dzięki wielkiej reklamie oraz kontraktom z firmami British Knights (obuwie sportowe) i Pepsi Cola, album spędził na szczycie amerykańskich notowań 21 tygodni.
21 grudnia 1985 ożenił się ze Stephanie, z którą ma sześcioro dzieci: A’Keibę (ur. 1987), Jamaris (ur. 1990), Sarah (ur. 1993), Stanleya (ur. 1995), Jeremiasza (ur. 1998) i Samuela (ur. 2005).
Teledysk  do piosenki U Can’t Touch This był bezustannie nadawany przez stację MTV, a figury taneczne Hammera atrakcyjnością i poziomem dorównywały występom Michaela Jacksona. Podkład instrumentalny do tego utworu został oparty na nagraniu Super Freak Ricka Jamesa z 1981, tworząc precedens dla kolejnych utworów – Have You Seen Her (na podstawie The Chi-Lites) oraz Pray (When Doves Cry Prince’a). Rywalizował o pozycję z białym raperem Vanilla Ice’m, który wybił się na piosence Ice Ice Baby. Ponieważ ona również opierała się na samplu z lat 80. (Under Pressure Queen i Davida Bowiego), krytycy zarzucali obu artystom opieranie swoich sukcesów na plagiatach. Pomimo to Hammer uznawany był za wzór dla czarnoskórej młodzieży, a on sam uhonorowany został „Dniami MC Hammera” w Los Angeles i Fremont. Ponadto otrzymał wiele nagród takich jak Grammy, BAM, tytuł najlepszej zagranicznej płyty roku i nagroda Juno w Kanadzie. Pierwszym singlem pozbawionym sampli był Here Comes The Hammer, który jednak wylądował dopiero na 51. miejscu amerykańskich list przebojów mimo bycia wykorzystanym w ścieżce dźwiękowej do filmu Rocky V (1990).
Kolejny album – Too Legit To Quit – zawierał bezpośrednie wyzwanie: Wyzywam Michaela Jacksona na pojedynek w duchu współzawodnictwa... Jest okazja, żeby zorganizować największy muzyczny show na świecie... Był kiedyś pojedynek Ali kontra Frazier... Dlaczego by nie Hammer kontra Jackson?. Na wkładce do płyty muzyk wyraził również pragnienie, by czarna młodzież oparła się narkotykowemu nałogowi i poprzez samokształcenie odnowiła swą chrześcijańską moralność. W tym czasie MC Hammer zagościł w popkulturze jako bohater serialu animowanego Hammerman, wyprodukowano także lalkę Hammer z firmy Mattel, która to postać występowała z przenośnym radiomagnetofonem nazywanym „ghetto-blaster” (ang. blast – podmuch, ryk). W późniejszym czasie MC Hammer zrezygnował z rywalizacji z Michaelem Jacksonem twierdząc, że nie jest wokalistą, tylko raperem. Jego popularność osłabła, chociaż nagrał przebój The Addams Family do filmu o tym samym tytule.
W 1992 czasopismo „The San Francisco Examiner” podało, że MC Hammer bliski jest finansowej ruiny po tym, jak odbyła się trasa koncertowa promująca album Too Legit To Quit, w którym widać było wpływy stylistyki rhytm&blues. Frekwencja w trakcie tournee okazała się niewielka. Raper zaprzeczał doniesieniom prasowym, jednak zdecydował się na zmianę wizerunku, prezentując w 1994 swój nowy image. Przestał występować w szarawarach i skórzanych kostiumach, założył natomiast czarne okulary i zapuścił kozią bródkę. Nowy album zrealizowali uznani producenci: G-Bomb z Grand Jury Records, bracia Hinesowie z Detroit, Teddy Riley i członkowie The Dogg Pound. Płyta odnosiła się do brzmienia g-funk w stylu takich wykonawców jak Too Short. Zyski okazały się jednak niewystarczające, by uchronić Hammera przed bankructwem. Przeszedł do wytwórni Death Row, z którą rozstał się w 1997. Obecnie Hammer jest pastorem i prowadzi religijny program telewizyjny w ewangelicznej stacji Trinity Broadcasting Network. W jednym z programów stwierdził, że „MC” przed jego pseudonimem artystycznym zyskało nowe znaczenie: „Man of Christ” („człowiek Chrystusa”).
19 grudnia 2001 miał premierę film telewizyjny MC Hammer: Prawdziwa historia (ang. Too Legit: The MC Hammer Story) w reżyserii Artiego Mandelberga. W rolę tytułową wcielili się Robert Bailey Jr. (jako młody MC Hammer) i Romany Malco (jako dorosły). Osoba MC Hammera została sparodiowana w teledysku do Just Lose It – singla Eminema z 2004, który naśmiewał się w klipie również z takich gwiazd jak Madonna i Michael Jackson.

## Dyskografia

### Albumy solowe
- Feel My Power (1987)
- Let’s Get It Started (1988)
- Please Hammer, Don’t Hurt ’Em (1990)
- Too Legit to Quit (1991)
- The Funky Headhunter (1994)
- Inside Out (1995)
- Family Affair (1998)
- Active Duty (2001)
- Full Blast (2003)
- Look Look Look (2006)

## Filmografia
- 2016: Zoolander 2 jako on sam (cameo)
- 2003: Dance Fever jako Juror
- 2001: Śmiertelna rapsodia (Deadly Rhapsody) jako czarodziej
- 1997: Części intymne (Private Parts)
- 1997: Gwiazdor i dzieciaki (The Right Connections) jako Kendrick Bragg
- 1996: Reggie's Prayer jako Ranger
- 1996: Cheyenne jako Haddox
- 1995: Był sobie twardziel (One Tough Bastard) jako Dexter Kane
- 1991–1992: Hammerman jako Stanley Burrell / Hammerman (głos)